# Micheil Edżoszwili
Micheil Edżoszwili (gruz. მიხეილ ეჯოშვილი; ur. 27 lutego 1990 w Tbilisi) – gruziński wioślarz.

## Osiągnięcia
- Mistrzostwa Świata Juniorów – Pekin 2007 – jedynka – 12. miejsce[1].
- Mistrzostwa Europy – Poznań 2007 – jedynka – 14. miejsce[1].
- Mistrzostwa Europy – Ateny 2008 – jedynka – 14. miejsce[1].
- Mistrzostwa Europy – Brześć 2009 – jedynka – 16. miejsce[1].